# Masjid al-Qiblatayn (Zeila)
Masjid al-Qiblatayn is een moskee in de stad Zeila, gelegen in het noorden van Somalië.

## Beschrijving en geschiedenis
De moskee werd gebouwd in de 7e eeuw, kort na de hijrah, de migratie van de vroege volgelingen van de profeet Mohammed naar Abessinië. Het is nu grotendeels in puin. Het is een van de oudste moskeeën in Afrika en de wereld en bevat het graf van een sjeik.
De naam van de moskee betekent 'moskee van de twee qiblahs, verwijzend naar de twee mihrabs: de ene gericht in noordelijke richting naar Mekka, en de andere in noordwestelijke richting naar Jeruzalem.

## Invloed van de metgezellen
De bouw van deze moskee is verbonden met de geschiedenis van de islam in Somalië. De moskee staat bekend als de plaats waar vroege metgezellen van Mohammed kort na de eerste migratie naar Abessinië een moskee stichtten.